# Cudowna podróż (film 2011)
Cudowna podroż (org. Nils Holgerssons wunderbare Reise) – niemiecko-szwedzki telewizyjny film familijny z 2014 roku. Film jest adaptacją powieści Selmy Lagerlöf o tym samym tytule.

## Główne role
- Justus Kammerer: Nils Holgersson
- Pauline Rénevier: Åsa Berggren
- Cecila Ljung: Selma Lagerlöf
- Hanns Zischler: Hauskobold
- Hinnerk Schönemann: Ole Holgersson
- Stefanie Japp: Stina Holgersson
- Kurt Krömer: Formuła
- Uwe Bohm: Zirkusdirektor
- Mirja Turestedt: Åsas Mutter
- Joakim Nätterqvist: Åsas Vater
- Bastian Pastewka: gąsior Martin (głos)
- Katja Riemann: gęś Akka von Kebnekaise (głos)
- Robert Missler: kruk Bataki (głos)
- Yvonne Catterfeld: gęś Daunenfein (głos)
- Udo Schenk: lis Smirre (głos)
- Ben Becker: orzeł Gorgo (głos)
- Ralf Schmitz: pies Alfred (głos)